# エオレドリキア
エオレドリキア (Eoredlichia) は、カンブリア紀前期に生息していた三葉虫の属の一つ。澄江動物群の1つである。中国のほか、オーストラリア・モロッコからも出土している。頭部から前方に1対の触角、尾部には小さなトゲがある。眼は比較的長細い。全長は11cmに達するものもいる。